# Фулько I д'Есте
Фулько I д'Есте (італ. Fulco I d’Este; ? — помер 15 грудня 1128) — італійський військово-політичний діяч доби Середньовіччя, маркграф Мілану у 1097-1128, родоначальник італійської гілки Естенського дому Есте, син Альберто Аццо II д'Есте (графа Луніджани та Мілану) і Гарселінди Менської.

## Життєпис

Герб Естенського дому

У 1097 році Фулько успадкував по смерті батька його італійські володіння, розташовані в районі Венеції, Мантуї, Падуї, Тревізо, Верони, в той час як його єдинокровний брат Вельфу отримав землі на Північ від Альп. Третій їх брат, Гуго, успадкував по матері Менське графство на території Франції.
Фулько І розпочав встановлення зв'язків Естенський дім зі знатними родами Феррари.

## Родина
Дружина - невідомо
Діти:
- Аццо IV д'Есте (помер до 1145)
- Боніфацій I д'Есте (помер 1163)
- Фулько II д'Есте (помер до 1172)
- Альберто (помер після 1184)
- Обіццо I д'Есте (помер 1193)
- Беатріче, імовірно одружена з Альфонсо VI Хоробрим, королем Леону та Кастилії.